# Химне ноћи
Химне ноћи је завршено дело Новалиса. Објављено је 1800. у Атенеуму, програмском часопису раноромантичара, а којег су уређивала браћа Шлегел.
Химна је похвална песма: лирско „ја“ слави нешто, чији се значај и важне особине посебним језичким изражајем уздижу у тону одушевљења (= патетике). Језик химне може бити ношен осећањима усхићености, а да притом буде потпуно ослобођен форме (риме, метра, структуре строфе).
Дело садржи најбитније мисли романтичне религиозности Харденберга. Ради се о једној посети гробу његове невесте Софи. Главни мотив је ноћ. Као главна тема узима се превазилажење смрти у самосвести. Смрт је само пут ка вечности.

## Издања
Химне ноћи се јављају у два издања:
1) рукописно - које је написано у стиховима; по садржају се ова верзија сматра богатом елементима, који изражавају субјективност и носе аутобиографска обележја (крај 1799. - почетак1800)
2) штампано или Атенеум-издање - које је сачињено у ритмичкој прози; по садржају и даље уз лична обележја (крај 1800)

## Инспирација
Извори за настанак овог дела су:
- Размишљања мистичних списатеља (Јакоб Беме)
- Ноћна размишљања Едуарда Јанга (The Complaint or Night Thoughts)
- Ромео и Јулија Виљема Шекспира
- Невидљива ложа Жан Паула
- Шилерова елегија (Богови Грчке)

1797. умире Софи фон Кин, песникова 15-тогодишња вереница. Он се окреће мистичној поезији и пијетизму. Ритмичка проза и стихови циклуса Химне ноћи су екстатичко заклињање ноћи, која за песника представља мистерију. Химна као књижевна форма је већ сама по себи нечиста и лелуја између лирике и епике. Све химне Новалиса означене су нумерички осим 6. строфе, где поднаслов гласи: Чежња за смрћу. На почетку слави песник светлост. Тад зарања у загонетни свет снова. Кроз лирско „ја“ додирује ноћ. Централно место је посвећено доживљају Софи и води нас даље у песников доживљај ноћи. 5. строфа је одговор на Шилерове Богове Грчке. Он завршава симболишући љубав чежњом ка преображају у тренутку смрти. Приповедач се опрашта у религиозном маниру, настаје мир хришћанске мистике.
Језички стил прве три строфе је ритмичка проза. Потка стихова је од правилног јамба. Омиљена структура строфа је у то време била станца (строфа од 8 једанаестераца јамбичних стихова), што је паралела са Шилеровим. Ту треба споменути још и придеве, алегорије, реторичка питања, монологе. Код приповедача у првом лицу једнине осећа се да је у питању дневник, јер је песник записивао своје мисли. Типично за раноромантичаре у овом делу је дело у процесу настајања - код химни се виде нијансе током фаза стварања, од првобитне верзије у стиховима до ритмичке поезије. Романтичарска лирика нема строгу форму.
У химнама Новалис слави вољену као сунце света и велича ноћ као стваралачку тајну. Тиме је посејао семе, која су касније прихватили и тебали да развију Шуберт у својим Погледима о ноћној страни природних наука и Клингеман Ноћна стража Бонавентуре.